# Ennomos obsoleta
Ennomos obsoleta là một loài bướm đêm trong họ Geometridae.